# Flaminia Rossi
Flaminia de Rossi (Ajaccio, 21 luglio 1795 – Castello di Anholt, 20 dicembre 1840) fu la principessa consorte di Salm-Salm dal 1828 al 1840, in quanto moglie del principe Fiorentino di Salm-Salm.

## Biografia

### Origini famigliari
Flaminia Rossi nacque ad Ajaccio, nel sud della Corsica, il 21 luglio 1795, dal nobile corso Nicolò de Rossi (1754-1802) e dall'aristocratica italiana Angela Maria Baciocchi (1758-1819). Ebbe una sorella, Properzia De Rossi, e due fratelli, Camillo Luigi e Carlo Alessandro. La famiglia di sua madre era una famiglia decaduta di origine ligure e a Flaminia venne dato lo stesso nome della nonna materna, Flaminia Benielli. Suo zio Felice Pasquale Baciocchi, fratello della madre, sposò Elisa Bonaparte, sorella di Napoleone I, e attraverso il loro matrimonio la famiglia di Flaminia ebbe sempre rapporti molto stretti con quella del celebre generale francese.

### Matrimonio

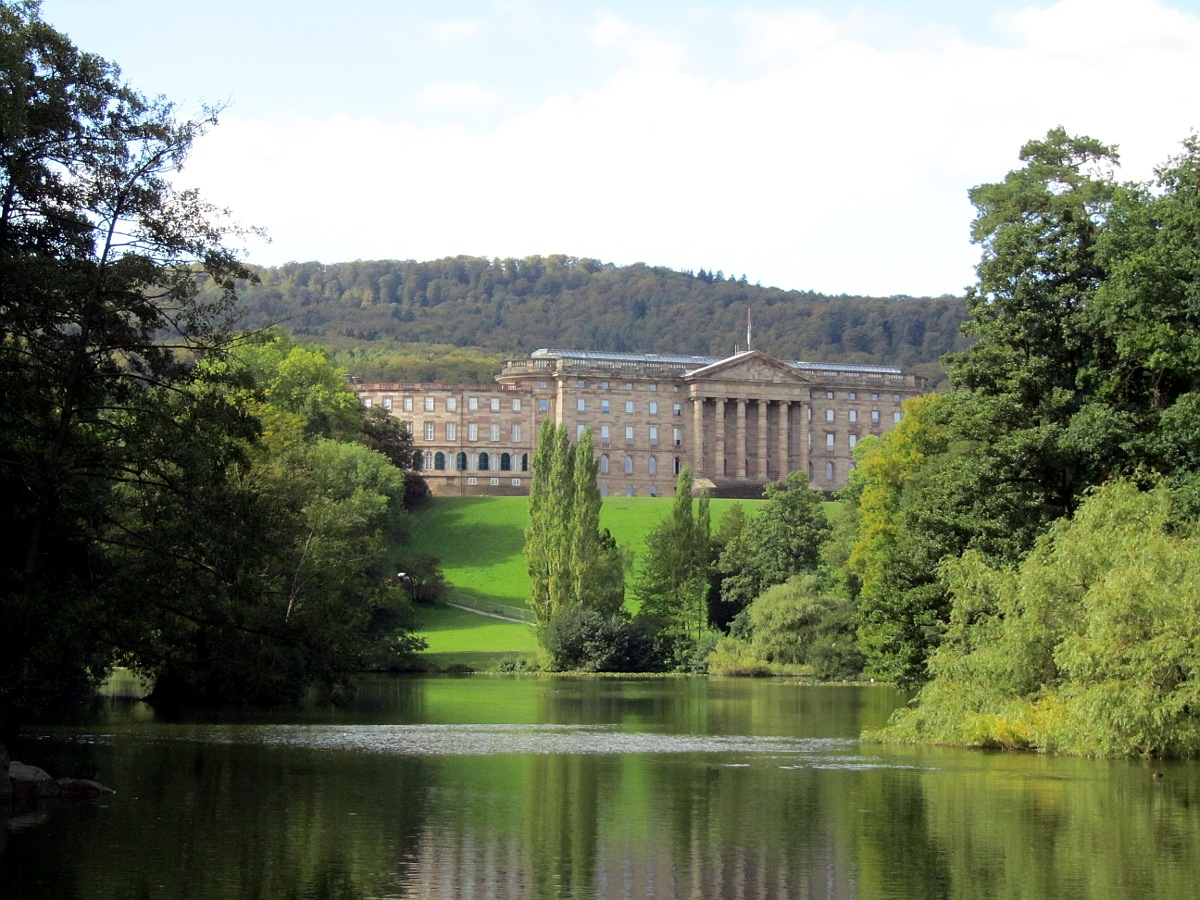
Il castello di Wilhelmshöhe, un tempo dimora di Girolamo di Vestfalia, fotografato dal parco

Il 21 luglio 1810, all'età di 15 anni, Flaminia sposò, nel castello di Wilhelmshöhe a Kassel, capitale del regno di Vestfalia, il ventiquattrenne Fiorentino, duca di Hoogstraten e principe ereditario di Salm-Salm, all'epoca stretto collaboratore e colonnello dell'esercito del re di Vestfalia, Girolamo Bonaparte. Poiché il principe Fiorentino era collaboratore del re Girolamo, il matrimonio di Flaminia giovò ancora di più ai rapporti tra la sua famiglia e quella dei Bonaparte. Inoltre, già due anni dopo dalla loro unione matrimoniale, il padre di Flaminia, allora maggiore dell'esercito di Vestfalia, venne elevato al grado di colonnello, nel 1812.

### La questione del trono
Nel 1810 il Principato di Salm venne prima messo sotto il controllo dell'Impero francese e poi ceduto al Regno di Prussia, in seguito al Congresso di Vienna. Con ciò il marito di Flaminia poté solamente ereditare il titolo formale di principe di Salm-Salm, senza alcun potere politico. L'unico territorio su cui il consorte di Flaminia ebbe permesso di "governare" fu il castello di Anholt, in Germania. Il 4 ottobre 1830, dopo che il Belgio si proclamò indipendente dai Paesi Bassi, il principe Fiorentino si candidò al fine di diventare sovrano del Belgio, cosa che avrebbe fatto diventare Flaminia regina consorte. Il trono però fu vinto dal principe Leopoldo della dinastia dei Sassonia-Coburgo-Gotha, salito al trono come Leopoldo I.

### Morte

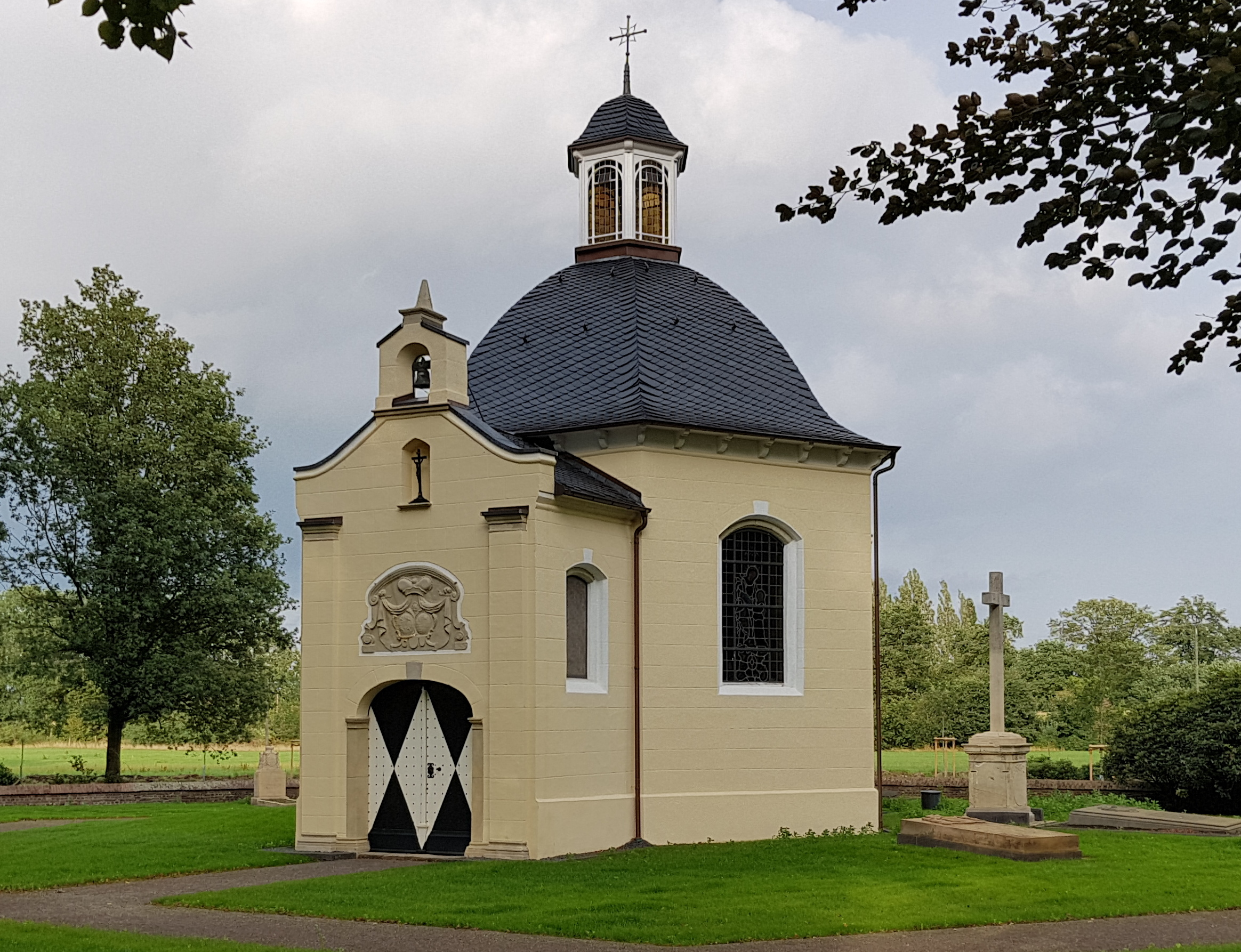
La cappella in cui è sepolta la principessa Flaminia, fotografata nel 2019

Negli ultimi anni della sua vita Flaminia de Rossi dimorò nel castello di Anholt, di proprietà del marito, ove morì il 20 dicembre 1840, all'età di 45 anni. È sepolta nella cappella di Anholt, che ospita la cripta principesca.

## Curiosità
Nel 1830 il fratello minore di Flaminia, il conte e diplomatico Carlo Alessandro (1797–1864), all'epoca ambasciatore del regno di Sardegna presso la corte dei Paesi Bassi, all'Aia, rese pubblica la sua relazione con la cantante lirica tedesca Henriette Sontag (1805-1854), che aveva sposato in segreto tre anni prima, al fine di non danneggiare in alcun modo la sua carriera da cantante. I due resero pubblica la propria relazione solo dopo che a Henriette venne donato il titolo di contessa da Federico Guglielmo III di Prussia e resero la principessa Flaminia zia di sette nipoti. La cognata di Flaminia fu, inoltre, insegnante di canto di Aleksandra Nikolaevna Romanova, figlia dello zar Nicola I, e di Carlotta di Prussia, figlia di Federico Guglielmo III.

## Discendenza
Con il consorte Fiorentino di Salm-Salm Flaminia ebbe tre figli: 
- Alfredo Costantino Alessandro Angelo Maria di Salm-Salm (26 dicembre 1814 – 5 ottobre 1886), quinto principe di Salm-Salm, sposò Augusta di Croÿ;
- Emilio Massimiliano Giorgio Giuseppe di Salm-Salm (6 aprile 1820 – 27 giugno 1858), sposò Agnes von Ising (1882-1887). Ebbero un figlio, Fiorentino di Salm-Salm (1852 – 18 agosto 1870), morto a circa diciotto anni nella battaglia di Gravelotte;
- Felice Costantino Alessandro Giovanni Nepomuceno di Salm-Salm (25 dicembre 1828 – 18 agosto 1870), fu prima militare del Regno di Prussia, poi in Austria e infine nell'esercito di Massimiliano I del Messico. Morì nella battaglia di Gravelotte con il nipote Fiorentino.

Flaminia de Rossi è anche la quintavola della diplomatica liechtensteinese Maria-Pia del Liechtenstein, coniugata Kothbauer, in quanto bisnonna del suo bisnonno, Emanuele di Salm-Salm.

## Titoli e trattamenti
- 21 luglio 1795 – 21 luglio 1828: Contessa Flaminia de Rossi
- 21 luglio 1828 – 20 dicembre 1840: Sua Altezza Serenissima la Principessa Flaminia di Salm-Salm, Duchessa di Hoogstraten

## Ascendenza
|                        |                                  |                                | Genitori               |  |  | Nonni |  |  | Bisnonni            |  |  | Trisnonni                 |  |
|                        |                                  |                                |                        |  |  |       |  |  | Alessandro de Rossi |  |  | Pellegrino Luigi de Rossi |  |
|                        |                                  |                                |                        |  |  |       |  |  | Alessandro de Rossi |  |  | Pellegrino Luigi de Rossi |  |
|                        |                                  | Katia di Klitzing              |                        |  |  |       |  |  | Alessandro de Rossi |  |  |                           |  |
| Giacomo de Rossi       |                                  |                                |                        |  |  |       |  |  | Alessandro de Rossi |  |  |                           |  |
|                        |                                  |                                |                        |  |  |       |  |  |                     |  |  |                           |  |
|                        |                                  |                                |                        |  |  |       |  |  |                     |  |  |                           |  |
|                        |                                  |                                |                        |  |  |       |  |  |                     |  |  |                           |  |
| Nicolò de Rossi        |                                  |                                |                        |  |  |       |  |  |                     |  |  |                           |  |
|                        |                                  | Andrea di Klitzing             | Gaspare di Klitzing    |  |  |       |  |  |                     |  |  |                           |  |
|                        |                                  | Andrea di Klitzing             | Gaspare di Klitzing    |  |  |       |  |  |                     |  |  |                           |  |
|                        |                                  | Andrea di Klitzing             | Anna di Schulenberg    |  |  |       |  |  |                     |  |  |                           |  |
| Margherita di Klitzing |                                  | Andrea di Klitzing             |                        |  |  |       |  |  |                     |  |  |                           |  |
|                        |                                  | Anna Caterina di Schulenberg   | Levin V di Schulenberg |  |  |       |  |  |                     |  |  |                           |  |
|                        |                                  | Anna Caterina di Schulenberg   | Levin V di Schulenberg |  |  |       |  |  |                     |  |  |                           |  |
|                        |                                  | Anna Caterina di Schulenberg   |                        |  |  |       |  |  |                     |  |  |                           |  |
| Flaminia de Rossi      |                                  | Anna Caterina di Schulenberg   |                        |  |  |       |  |  |                     |  |  |                           |  |
|                        | Giulio Stefano Antonio Baciocchi |                                |                        |  |  |       |  |  |                     |  |  |                           |  |
|                        |                                  |                                |                        |  |  |       |  |  |                     |  |  |                           |  |
|                        |                                  |                                |                        |  |  |       |  |  |                     |  |  |                           |  |
| Francesco Baciocchi    |                                  |                                |                        |  |  |       |  |  |                     |  |  |                           |  |
|                        |                                  | Paola Francesca Matra          |                        |  |  |       |  |  |                     |  |  |                           |  |
|                        |                                  |                                |                        |  |  |       |  |  |                     |  |  |                           |  |
|                        |                                  |                                |                        |  |  |       |  |  |                     |  |  |                           |  |
| Angela Maria Baciocchi |                                  |                                |                        |  |  |       |  |  |                     |  |  |                           |  |
|                        |                                  | Marco Ariotto Benielli         |                        |  |  |       |  |  |                     |  |  |                           |  |
|                        |                                  |                                |                        |  |  |       |  |  |                     |  |  |                           |  |
|                        |                                  |                                |                        |  |  |       |  |  |                     |  |  |                           |  |
| Flaminia Benielli      |                                  |                                |                        |  |  |       |  |  |                     |  |  |                           |  |
|                        |                                  | Maria Maddalena Cuneo d'Ornaro |                        |  |  |       |  |  |                     |  |  |                           |  |
|                        |                                  |                                |                        |  |  |       |  |  |                     |  |  |                           |  |
|                        |                                  |                                |                        |  |  |       |  |  |                     |  |  |                           |  |
|                        |                                  |                                |                        |  |  |       |  |  |                     |  |  |                           |  |